# Laura Lynn
Laura Lynn, pseudonimo di Sabrina Tack (Ardooie, 18 giugno 1976), è una cantante belga, dedita principalmente al genere Schlager-levenslied e nota soprattutto nel proprio Paese, nei Paesi Bassi e in Sudafrica.
Professionalmente in attività a partire dal 2005, ha al proprio attivo circa una quindicina di album.

## Biografia
Sabrina Tack, in seguito nota con il nome d'arte Laura Lynn, nasce ad Ardooie, nelle Fiandre Occidentali, il 18 giugno 1976: è figlia di Luc Tack e Kristine Vandenheede. La sua è una famiglia di musicisti: la madre e il fratello Johny suonavano nell'orchestra del nonno (morto nel 2004), The Kristo Stars.
Dopo aver studiato presso la Showbizzschool di Ostenda, pubblica con il nome di Sabrina alcuni singoli in lingua nederlandese. In seguito, dopo aver conosciuto nel 2004 il produttore Patrick Vandewattijne, firma un contratto con la casa discografica ARS e inizia così la propria carriera da cantante professionista con il nome d'arte Laura Lynn.
Nel 2005, Laura Lynn pubblica il singolo Je hebt me 1000 mal belogen, che raggiunge il secondo posto delle classifiche in Belgio, e il suo primo album dal titolo Dromen, che rimane per 13 settimane al primo posto delle classifiche in Belgio ed è certificato disco d'oro e di platino. Anche l'album successivo, Voor jou, che esce l'anno seguente, raggiunge la prima posizione (rimanendovi per 6 settimane) delle classifiche belghe
Sempre nel 2006, intraprende una tournée in Sudafrica per lanciare l'album Drome: nel corso della tournée, duetta con la cantante sudafricana Nadine nel brano To All The Guys I loved Before.
Nel 2007, pubblica l'album Goud (van hier), che rimane per due settimane al primo posto delle classifiche in Belgio e viene certificato disco di platino. L'anno seguente, incide assieme al cantante olandese Frans Bauer un album di duetti, intitolato Duetten: l'album rimane per 4 settimane al primo posto delle classifiche belghe.
Nel 2018, conduce, al fianco di Koen Crucke, Jackie Lafon e David Vandyck, lo spettacolo Cruise Nostalgie, che si tiene presso il teatro 't Colisée di Blankenberge. Sempre nel 2018, pubblica un album di musica country dal titolo Country, che rimane per una settiamana al primo posto delle classifiche in Belgio, a cui segue, nel 2020, la pubblicazione dell'album Country 2, che non riesce ad entrare per poco nella Top Ten.

## Discografia parziale

### Album
- 2005 - Dromen
- 2006 - Voor jou
- 2007 - Goud (van hier)
- 2008 - Duetten (con Frans Bauer)
- 2009 - In vuur en vlam
- 2010 - Eindeloos
- 2010 - Goud van hier volume 2
- 2011 - Back to Back (con Frans Bauer)
- 2012 - Dat goed gevoel
- 2014 - Jij en ik
- 2015 - Soldiers of Love
- 2016 - Een nieuwe dag
- 2018 - Country
- 2018 - Country 2